# Cherish (松田聖子のアルバム)
『Cherish』（チェリッシュ）は、松田聖子通算45枚目のオリジナル・アルバム。2011年6月1日発売。発売元はユニバーサルシグマ。

## 解説
前作『My Prelude』からは1年ぶり。シングル表題曲・C/Wを含まないオリジナル・アルバムは『Eternal II』以来およそ4年半ぶり。『My Prelude』を含めて2作連続オリコンTOP10位以内に入ったのはおよそ6年ぶり。

## 収録曲
全作詞:Seiko Matsuda
1. I can't stop falling in love　（4:07）
  - 作曲・編曲:Ryo Ogura
2. I wanna hold you tight　（4:18）
  - 作曲・編曲:John Reeves
3. 「ありがとう」　（5:50）
  - 作曲:Seiko Matsuda & Ryo Ogura
  - 編曲:Ryo Ogura & Sachiko Miyano
4. 椰子の木陰から　（4:21）
  - 作曲:Seiko Matsuda & Ryo Ogura
  - 編曲:Ryo Ogura & Sachiko Miyano
5. 春の陽ざしの中で　（5:24）
  - 作曲:Seiko Matsuda & Ryo Ogura
  - 編曲:Ryo Ogura & Sachiko Miyano
6. DOKI DOKI!!　（4:19）
  - 作曲:Seiko Matsuda & Ryo Ogura
  - 編曲:Ryo Ogura & Naoki Kurio
7. Oh! baby　（3:58）
  - 作曲・編曲:John Reeves
8. 未来だけを見つめたい　（4:53）
  - 作曲:Ryo Ogura
  - 編曲:Ryo Ogura & Sachiko Miyano
9. Cause you're my destiny　（6:01）
  - 作曲:Seiko Matsuda　編曲:Sachiko Miyano
10. You're the reason of my life　（4:39）
  - 作曲:Seiko Matsuda　編曲:Ryo Ogura

## 関連作品
- 「ありがとう」
  - We Love SEIKO -35th Anniversary 松田聖子究極オールタイムベスト50Songs-